# Пегаз
Пегаз (грч. Πήγασος, лат. Pegasus) је у грчкој митологији био крилати коњ, Посејдонов и Медузин син.

## Митологија
Пегазово име (грч. Πήγασος) Хесиод повезује са речи (грч. πηγή), или pêgế, што значи „извор“, „врело“, јер, где год да је Пегаз дотакао тло, настао би извор - Хеликону извор „коњски извор“ - Hippocrene.
Али име Пегаз највероатније потиче од лувијске речи „pihassas“ или муња, или од речи „pihassasas“ што значи бог времена и муње, а и Хесиод описује Пегаза да служи као доносилац муња Зевсу.
Пегаз је летео брзином ветра, био је нежан и мудар, чиста срца, а живио на високим планинама, највише на Хеликону, месту где су обитавале Музе. Био је предивно грађен, снажан и јаких копита, а са својим моћним крилима могао се винути и до самог Олимпа.
Пегаз је доносио Зевсу муње, а након смрти Белерофонта вратио се на Олимп да помаже боговима. Касније се оженио Еуипом са којом је зачео нараштај крилатих коња.

## Белерофонт и Пегаз
За постојање крилатог коња Пегаза, Белерофонт је знао још из свог родног града, јер је Пегаз често долетао на Акрокоринт да тамо пије воде, па је тако и кренуо у потрагу за њим. Вребао је коња данима и ноћима и напокон га је и дочекао. По савету врача Полида, он је зауздао Пегаза златном уздом коју му је дала богиња Атина, а затим је на Пегазу одлетео у Лакију.
Белерофонт се са Пегазом спустио у дубоку долину, над стеновити процеп где је живела Химера, и чекао је да она измили из своје јазбине. Када се Химера појавила, он је погодио са стрелом, али је само ранио тако да га је она напала са три своја пламена језика, и покушавајући да га дохвати својим отровним змијским репом. Летећи на Пегазу, Белерофонт је успевао да избегне ударце репа и на крају је савладао и убио Химеру. Убијену Химеру је донео Јобату.

## Сазвежђе Пегаз
Пегаз је помогао Белерофонту у борби против Химере и Амазонки, а после победе Белерофонт се осећао толико моћним да је одлучио да узлети на небо и да провери има ли богова на Олимпу. Пегаз је знао да то није у реду, али га је послушао и узлетио. Зевс се толико наљутио да је послао беснило на Пегаза, који се почео врпољити те се Белерофонт стрмоглавио са њега и погинуо, а затим се сажалио над Пегазом и претворио га у сазвежђе Пегаз, а из пера, које је из Пегазовог крила пало на земљу, настао град Тарсус.